# Guadalupe (Arizona)
Guadalupe – miasto w Stanach Zjednoczonych, w stanie Arizona, w hrabstwie Maricopa.